# Dag-Hammarskjöld-Brücke

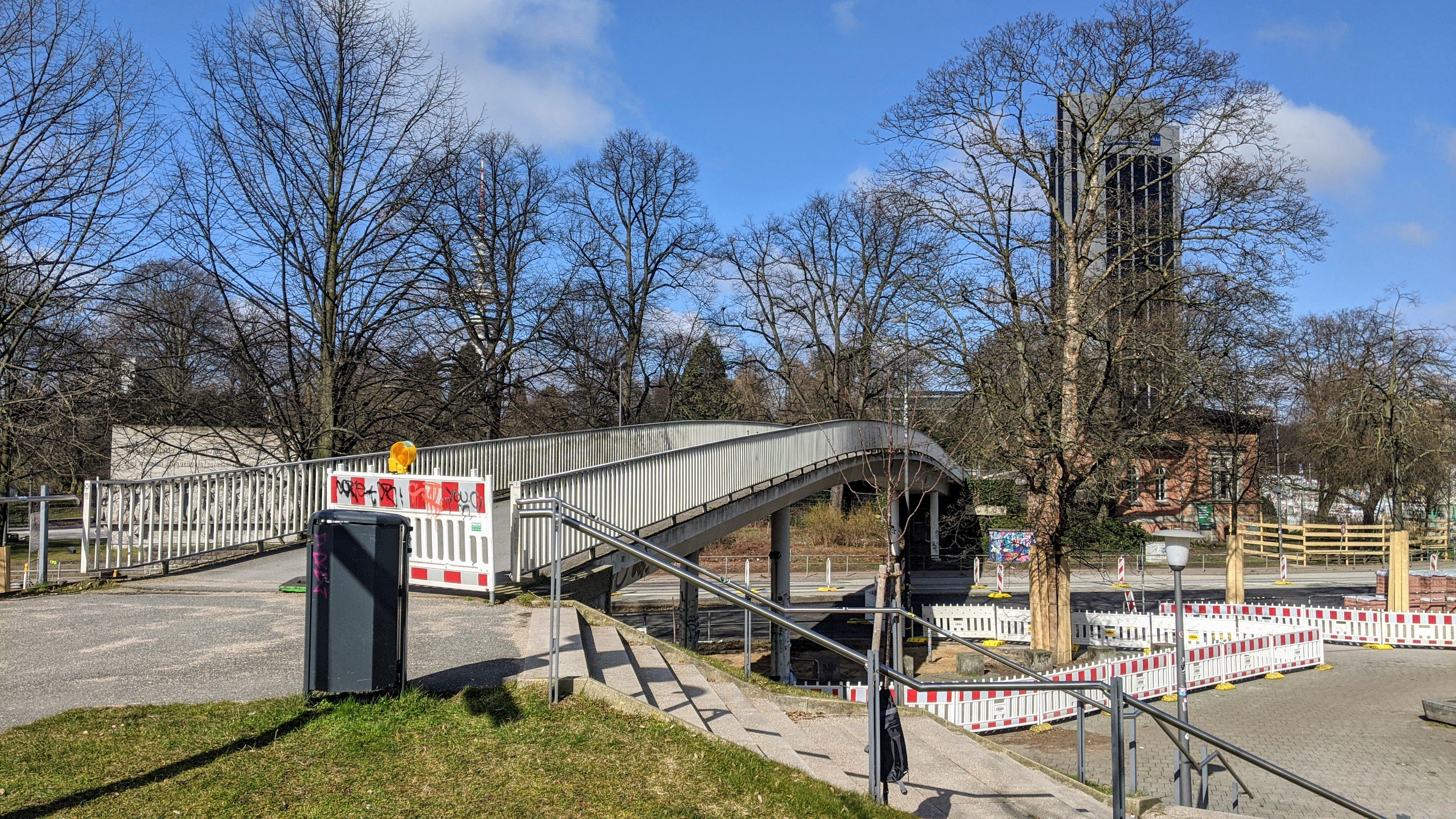
Die verbliebene Brücke über den Dammtordamm im Frühjahr 2021. Im Hintergrund das zum Congress Center Hamburg gehörige Hotel.

Die Dag-Hammarskjöld-Brücke ist eine Fußgängerbrücke im Hamburger Stadtteil Neustadt. Sie überspannt auf einer Länge von 77 Metern den Dammtordamm und verbindet dabei die Parkanlage Planten un Blomen mit dem Gustav-Mahler-Park. Die Brücke wurde 1962 errichtet und nach dem UN-Generalsekretär und Friedensnobelpreisträger Dag Hammarskjöld benannt, der im Jahr zuvor bei einem Flugzeugabsturz ums Leben gekommen war.  
Die von einem Stahlkasten getragene Brücke war ursprünglich Teil einer insgesamt rund 320 Meter langen kreuzungsfreien Fußwegverbindung, die vom Bahnhof Hamburg Dammtor über mehrere Straßen hinweg und unter Umgehung des verkehrsreichen Stephansplatzes bis zur Einkaufsstraße Colonnaden führte und so den Bahnhof mit dem Hamburger Stadtzentrum verband. Dazu führte ein weiterer 86 Meter langer Brückenabschnitt vom Südausgang des Bahnhofs über die ehemalige Marseiller Straße hinweg zum Nordeingang des U-Bahnhofs Stephansplatz sowie zum Westende der heutigen Brücke. Dieser Abschnitt wurde im Sommer 2020 im Zuge der Umgestaltung des Bahnhofsvorplatzes abgerissen, da die Marseiller Straße zurückgebaut wurde und deshalb nicht mehr überbrückt werden musste.
Vom Ostende der Brücke im Gustav-Mahler-Park gelangte man zwischen 1974 und 2005 über eine weitere Brücke zunächst in eine kleine Einkaufspassage im Gebäude des heutigen Casino Esplanade und von dort über weitere Brücke und eine Rolltreppe zu den Colonnaden. Diese Verbindung wurde 2005 beim Umbau des ehemaligen Hotels Esplanade zum Spielcasino abgerissen. Zur gleichen Zeit wurde unter dem westlichen Gustav-Mahler-Park eine neue Tiefgarage errichtet. In diesem Zuge wurden die Zuwegungen zur Brücke (Rampen vom Park und vom Stephansplatz sowie Treppe vom Schillerdenkmal) zunächst eingeebnet und bis Anfang 2007 neu erstellt.
2014 wurden im verbliebenen Brückenteil zwei Schwingungstilger zur Bewegungsdämpfung eingebaut und 2015 der Gehweg saniert.